# شهرداری یالتا
شهرداری یالتا (به لاتین: Yalta Municipality) یک منطقهٔ مسکونی در اوکراین است که در جمهوری خودمختار کریمه واقع شده‌است. شهرداری یالتا ۲۸۳ کیلومتر مربع مساحت و ۱۳۳٬۶۷۵ نفر جمعیت دارد.